# الكنيسة الفرنسية القبطية الأرثوذكسية
الكنيسة الفرنسية القبطية الأرثوذكسية في فرنسا تتبع كنيسة الأقباط الأرثوذكس. والكنيسة الفرنسية القبطية الأرثوذكسية كالكنيسة البريطانية الأرثوذكسية تتبع مذهب الكنائس الأرثوذكسية المشرقية.
الكنيسة الفرنسية القبطية الأرثوذكسية أحد اسقفيات كنيسة الأقباط الأرثوذكس وقد أسست بشكل قانوني بواسطة شنودة الثالث بابا الإسكندرية في 2 يونيو 1974 وفي نفس اليوم،، أبا ماركوس، من دير أبا بيشوي (وادي النطرون) أول اسقف للكنيسة الفرنسية القبطية الأرثوذكسية فرنسا ومساعد الأسقف اثناسيوس.
في 18 يونيو 1994 في حضور 62 من أساقفة الكنيسة القبطية الأرثوذكسية رفع البابا شنودة الثالث ماركوس (مارك) أول مطران عاصمة وتولون وكل فرنسا والرئيسية الفرنسية القبطية الأرثوذكسية وكذلك اثناسيوس الاسقف المساعد له.
المطران ماركوس الفرنسية القبطية الأرثوذكسية له العاصمة والاسقف اثناسيوس حوالي 11 والكهنة والشمامسة في 3 حوالي 12 الابرشيات وبعثاتها عبر فرنسا غبطة ماركوس (مارك) من عاصمة كل من تولون وفرنسا، ورئيس أساقفة الفرنسية القبطية الأرثوذكسية واسقف اثاناسيوس كل من فرنسا وتولون، مساعد ماركوس، الفرنسية القبطية الأرثوذكسية.
- الكنيسة الفرنسية الأرثوذكسية هي ضمن كنيسة الإسكندرية، ولكنها تعتبر مستقلة إدارياً.

## أيضا
- كنيسة قبطية أرثوذكسية
- الكنيسة البريطانية الأرثوذكسية

## وصلات
- الكنيسة الفرنسية الأرثوذكسية website

http://eocf.free.fr/eglisep_eng.htm
- France Copte website

http://www.france-copte.net/
- Coptepedia website

http://www.coptipedia.com